# Mondilhan
Mondilhan är en kommun i departementet Haute-Garonne i regionen Occitanien i södra Frankrike. Kommunen ligger i kantonen Boulogne-sur-Gesse som tillhör arrondissementet Saint-Gaudens. År 2022 hade Mondilhan 81 invånare.

## Befolkningsutveckling
Antalet invånare i kommunen Mondilhan
Referens:INSEE